# باشگاه فوتبال سرخپوشان هرات
باشگاه فوتبال سرخپوشان هرات که همچنین با نام سرخپوشان خوافی نیز شناخته می‌شود. یک باشگاه حرفه‌ای فوتبال افغانستان از هرات است که در حال حاضر در لیگ قهرمانان افغانستان بازی می‌کند. و سابقه قهرمانی این لیگ را درسال ۱۳۹۹ را در کارنامه دارد.

## تاریخچه
این باشگاه در سال ۱۳۹۲ تأسیس شد. در سال ۱۳۹۹، شما در لیگ قهرمانان افغانستان بازسازی شده شرکت کرد. این لیگ متشکل از ۱۲ باشگاه بود که در لیگ‌های استانی خود نایب قهرمان یا برنده شدند و مسابقات در ولایت‌های کابل، هرات و بلخ برگزار شد. در فصل افتتاحیه، این باشگاه عنوان قهرمانی را به دست آورد.
در فصل ۱۴۰۰، باشگاه پس از کسب سه برد، سه تساوی و چهار باخت از ۱۱ مسابقه، هفتم شد.

## افتخارات

### داخلی
- لیگ قهرمانان افغانستان
  -  قهرمانان (۱): ۱۴۰۰